# Pachydactylus carinatus
Espèce
Pachydactylus carinatus est une espèce de geckos de la famille des Gekkonidae.

## Répartition
Cette espèce se rencontre au Cap-du-Nord en Afrique du Sud et au Karas en Namibie.

## Publication originale
- Bauer, Lamb & Branch, 2006 : A revision of the Pachydactylus serval and P. weberi groups (Reptilia: Gekkota: Gekkonidae) of Southern Africa, with the description of eight new species. Proceedings of the California Academy of Sciences, vol. 57, n. 12/24, p. 595-709 (texte intégral).